# Катайга

Катайга (южноселькупск. Ӄа̄ттай Кы) — река в России, протекает в Томской области. Устье реки находится в 703 км по левому берегу реки Кеть. Длина реки составляет 99 км, площадь водосборного бассейна 560 км².
- 58 км: Нижняя Речка лв
- 61 км: Глухариная пр
- 68 км: Средняя Речка лв
- 70 км: Малая Катайга лв
  - Верхняя Речка лв

## Данные водного реестра
По данным государственного водного реестра России относится к Верхнеобскому бассейновому округу, водохозяйственный участок реки — Кеть, речной подбассейн реки — бассейн притоков (Верхней) Оби от Чулыма до Кети. Речной бассейн реки — (Верхняя) Обь до впадения Иртыша.